# Franklin & Bash/Episodenliste

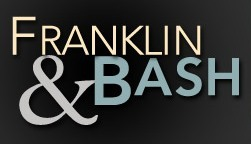
Logo zur Serie

Diese Episodenliste enthält alle Episoden der US-amerikanischen Dramedy-Serie Franklin & Bash, sortiert nach der US-amerikanischen Erstausstrahlung. Zwischen 2011 und 2014 entstanden in vier Staffeln insgesamt 40 Episoden mit einer Länge von jeweils etwa 43 Minuten.

## Übersicht
| Staffel | Episodenanzahl | Erstausstrahlung USA | Erstausstrahlung USA | Deutschsprachige Erstausstrahlung | Deutschsprachige Erstausstrahlung |
| Staffel | Episodenanzahl | Staffelpremiere      | Staffelfinale        | Staffelpremiere                   | Staffelfinale                     |
| ------- | -------------- | -------------------- | -------------------- | --------------------------------- | --------------------------------- |
| 1       | 10             | 1. Juni 2011         | 3. August 2011       | 5. November 2014                  | 16. Januar 2015                   |
| 2       | 10             | 5. Juni 2012         | 14. August 2012      | 28. August 2015                   | 18. September 2015                |
| 3       | 10             | 19. Juni 2013        | 14. August 2013      | 25. September 2015                | 16. Oktober 2015                  |
| 4       | 10             | 20. August 2014      | 22. Oktober 2014     | 16. Oktober 2015                  | 30. Oktober 2015                  |

## Staffel 1
Die Erstausstrahlung der ersten Staffel war vom 1. Juni bis zum 3. August 2011 auf dem US-amerikanischen Kabelsender TNT zu sehen. Die deutschsprachige Erstausstrahlung der ersten sieben Episoden sendete der Free-TV-Sender ORF eins vom 5. November bis zum 17. Dezember 2014. Die restlichen Episoden wurden vom 2. bis zum 16. Januar 2015 auf dem deutschen Free-TV-Sender Kabel eins erstausgestrahlt.
| Nr. (ges.) | Nr. (St.) | Deutscher Titel      | Originaltitel                | Erstausstrahlung USA | Deutschsprachige Erstausstrahlung (A/D) | Regie          | Drehbuch                 |
| ---------- | --------- | -------------------- | ---------------------------- | -------------------- | --------------------------------------- | -------------- | ------------------------ |
| 1          | 1         | Ungleiche Welten     | Pilot                        | 1. Juni 2011         | 5. Nov. 2014                            | Jason Ensler   | Kevin Falls & Bill Chais |
| 2          | 2         | Die schwarze Witwe   | She Came Upstairs To Kill Me | 8. Juni 2011         | 13. Nov. 2014                           | Jason Ensler   | Jeff Rake                |
| 3          | 3         | Die schöne Jennifer  | Jennifer of Troy             | 15. Juni 2011        | 20. Nov. 2014                           | Andrew Fleming | Dana Calvo               |
| 4          | 4         | Pro Bono             | Bro-Bono                     | 22. Juni 2011        | 26. Nov. 2014                           | Jason Ensler   | Bill Chais & Kevin Falls |
| 5          | 5         | Streithähne          | You Can’t Take It With You   | 29. Juni 2011        | 4. Dez. 2014                            | Andrew Fleming | Matt McGuiness           |
| 6          | 6         | Ein großer Fang      | Big Fish                     | 6. Juli 2011         | 10. Dez. 2014                           | Fred Savage    | Kristi Korzec            |
| 7          | 7         | Franklin gegen Bash  | Franklin vs. Bash            | 13. Juli 2011        | 17. Dez. 2014                           | Steve Robin    | Bill Krebs               |
| 8          | 8         | Hausarrest           | The Bangover                 | 20. Juli 2011        | 2. Jan. 2015                            | Steve Robin    | Sandy Isaac              |
| 9          | 9         | Junggesellenabschied | Bachelor Party               | 27. Juli 2011        | 9. Jan. 2015                            | Jason Ensler   | Aeden Babish             |
| 10         | 10        | Tote lächeln nicht   | Go Tell It on the Mountain   | 3. Aug. 2011         | 16. Jan. 2015                           | Jason Ensler   | Bill Chais               |

## Staffel 2
Die Erstausstrahlung der zweiten Staffel war vom 5. Juni bis zum 14. August 2012 auf dem US-amerikanischen Kabelsender TNT zu sehen. Die deutschsprachige Erstausstrahlung wurde vom 28. August bis zum 18. September 2015 auf dem Pay-TV-Sender Sat.1 Emotions ausgestrahlt.
| Nr. (ges.) | Nr. (St.) | Deutscher Titel                                    | Originaltitel           | Erstausstrahlung USA | Deutschsprachige Erstausstrahlung (D) | Regie            | Drehbuch                        |
| ---------- | --------- | -------------------------------------------------- | ----------------------- | -------------------- | ------------------------------------- | ---------------- | ------------------------------- |
| 11         | 1         | Ein besonderes Bier (Alternativtitel: Volle Pulle) | Strange Brew            | 5. Juni 2012         | 28. Aug. 2015                         | Jason Ensler     | Matt McGuinness                 |
| 12         | 2         | Superheld und Mama                                 | Viper                   | 12. Juni 2012        | 4. Sep. 2015                          | Timothy Busfield | Dana Calvo                      |
| 13         | 3         | Jango und Rossi                                    | Jango and Rossi         | 19. Juni 2012        | 4. Sep. 2015                          | Jason Ensler     | Kevin Falls & Breckin Meyer     |
| 14         | 4         | Rock’n’Roll im Mazzani’s                           | For Those About to Rock | 26. Juni 2012        | 4. Sep. 2015                          | Allan Arkush     | Bill Chais                      |
| 15         | 5         | Die Liebe ist ein seltsames Spiel                  | L’affaire Du Coeur      | 3. Juli 2012         | 11. Sep. 2015                         | Kevin Bray       | Bill Krebs                      |
| 16         | 6         | Nichts als die Wahrheit                            | Voir Dire               | 10. Juli 2012        | 11. Sep. 2015                         | John Landis      | Kevin Falls & Bill Chais        |
| 17         | 7         | Sommer-Kollegen                                    | Summer Girls            | 17. Juli 2012        | 11. Sep. 2015                         | Elizabeth Allen  | Aeden Babish                    |
| 18         | 8         | Der letzte Tanz                                    | Last Dance              | 24. Juli 2012        | 18. Sep. 2015                         | Jason Alexander  | Kristi Korzec & Matt McGuinness |
| 19         | 9         | Ein Freund, ein guter Freund …                     | Waiting on a Friend     | 31. Juli 2012        | 18. Sep. 2015                         | Colin Bucksey    | Pat Sheehan & Bill Chais        |
| 20         | 10        | Flug nach Salt Lake City                           | 650 to SLC              | 14. Aug. 2012        | 18. Sep. 2015                         | Elizabeth Allen  | Dana Calvo & Kevin Falls        |

## Staffel 3
Die Erstausstrahlung der dritten Staffel war vom 19. Juni bis zum 14. August 2013 auf dem US-amerikanischen Kabelsender TNT zu sehen. Die deutschsprachige Erstausstrahlung erfolgte zwischen dem 25. September und 16. Oktober 2015 auf dem Pay-TV-Sender Sat.1 Emotions.
| Nr. (ges.) | Nr. (St.) | Deutscher Titel               | Originaltitel    | Erstausstrahlung USA | Deutschsprachige Erstausstrahlung (D) | Regie             | Drehbuch                                                              |
| ---------- | --------- | ----------------------------- | ---------------- | -------------------- | ------------------------------------- | ----------------- | --------------------------------------------------------------------- |
| 21         | 1         | Kaffee und Sahne              | Coffee and Cream | 19. Juni 2013        | 25. Sep. 2015                         | Mike Listo        | Bill Chais & Matt McGuinness                                          |
| 22         | 2         | Lebendig tot                  | Dead and Alive   | 19. Juni 2013        | 25. Sep. 2015                         | Jay Chandrasekhar | Bill Krebs & Kevin Falls                                              |
| 23         | 3         | Sex heilt                     | Good Lovin’      | 26. Juni 2013        | 25. Sep. 2015                         | Arlene Sanford    | Jamie Pachino                                                         |
| 24         | 4         | Der fingierte Funkspruch      | Captain Johnny   | 3. Juli 2013         | 2. Okt. 2015                          | Richie Keen       | Nicki Renna & Matt McGuinness                                         |
| 25         | 5         | Der Mathematiker              | By the Numbers   | 10. Juli 2013        | 2. Okt. 2015                          | David Grossman    | Jay Shore & Bill Chais                                                |
| 26         | 6         | Wer anderen einen Grube gräbt | Freck            | 17. Juli 2013        | 2. Okt. 2015                          | Colin Bucksey     | Richard Hewett & Kevin Falls                                          |
| 27         | 7         | Außer Kontrolle               | Control          | 24. Juli 2013        | 9. Okt. 2015                          | Michael Zinberg   | Handlung: Matt McGuinness Schauspiel: Jamie Pachino & Matt McGuinness |
| 28         | 8         | Die Sternenträne              | Out of the Blue  | 31. Juli 2013        | 9. Okt. 2015                          | Jeff Bleckner     | Bill Krebs                                                            |
| 29         | 9         | Der Kopfgeldjäger             | Shoot to Thrill  | 7. Aug. 2013         | 9. Okt. 2015                          | David Paymer      | Bill Chais                                                            |
| 30         | 10        | Blitzartig verschwunden       | Gone in a Flash  | 14. Aug. 2013        | 16. Okt. 2015                         | Mike Listo        | Kevin Falls                                                           |

## Staffel 4
Die Erstausstrahlung der vierten Staffel war vom 13. August bis zum 22. Oktober 2014 auf dem US-amerikanischen Kabelsender TNT zu sehen. Die deutschsprachige Erstausstrahlung erfolgte zwischen dem 16. und 30. Oktober 2015 auf dem Pay-TV-Sender Sat.1 Emotions.
| Nr. (ges.) | Nr. (St.) | Deutscher Titel                   | Originaltitel                 | Erstausstrahlung USA | Deutschsprachige Erstausstrahlung (D) | Regie               | Drehbuch                     |
| ---------- | --------- | --------------------------------- | ----------------------------- | -------------------- | ------------------------------------- | ------------------- | ---------------------------- |
| 31         | 1         | Der Fluch des Hor-Aha             | The Curse of Hor-Aha          | 13. Aug. 2014        | 16. Okt. 2015                         | Kevin Bray          | Bill Chais & Kevin Falls     |
| 32         | 2         | Sexsüchtig                        | Kershaw vs. Lincecum          | 20. Aug. 2014        | 16. Okt. 2015                         | Paul Holahan        | Dana Calvo                   |
| 33         | 3         | Liebesdroge                       | Love is the Drug              | 27. Aug. 2014        | 23. Okt. 2015                         | David Grossman      | Bill Krebs                   |
| 34         | 4         | Das Hummer-Rennen                 | Good Cop/Bad Cop              | 3. Sep. 2014         | 23. Okt. 2015                         | Richie Keen         | Matt McGuinness              |
| 35         | 5         | Die Ballkönigin                   | Deep Throat                   | 10. Sep. 2014        | 23. Okt. 2015                         | Colin Bucksey       | Alex Berger                  |
| 36         | 6         | Falscher Adel und rostige Stangen | Dance the Night Away          | 17. Sep. 2014        | 23. Okt. 2015                         | Bill Chais          | Bill Chais                   |
| 37         | 7         | Ehre deine Mutter                 | Honor Thy Mother              | 24. Sep. 2014        | 30. Okt. 2015                         | Mark-Paul Gosselaar | Breckin Meyer & Kevin Falls  |
| 38         | 8         | Väter und Söhne                   | Falcon’s Nest                 | 1. Okt. 2014         | 30. Okt. 2015                         | Mike Listo          | Alex Berger & Denise Harkavy |
| 39         | 9         | Geisterhaus in bester Lage        | Spirits in the Material World | 15. Okt. 2014        | 30. Okt. 2015                         | Arlene Sanford      | Bill Chais & Patrick Sheehan |
| 40         | 10        | Rot oder Schwarz                  | Red or Black                  | 22. Okt. 2014        | 30. Okt. 2015                         | Richie Keen         | Bill Chais & Bill Krebs      |